# واکنش حلقه‌ای شدن نظروف
واکنش حلقه‌ای شدن نظروف یا نازاروف (که اغلب به آن  حلقه‌ای شدن نظروف گفته می‌شود) یک واکنش شیمیایی است که در شیمی آلی برای سنتز سیکلوپنتنون‌ها استفاده می‌شود. بسته به واکنش‌گرها و بسترهای مورد استفاده، واکنش معمولاً به انواع کلاسیک و مدرن تقسیم می‌شود. این واکنش در ابتدا توسط ایوان نیکولاویچ نظروف (۱۹۰۶-۱۹۵۷) در سال ۱۹۴۱ در حین مطالعه بازآرایی‌های آلیل وینیل کتون‌ها کشف شد.
حلقه‌ای شدن نظروف شامل فعال شدن یک دی‌وینیل کتون با استفاده از یک اسید لوئیس استوکیومتری یا پیش برنده پروتیک اسید است. مرحله کلیدی سازوکار واکنش شامل بسته‌شدن حلقه ۴π-الکتروسیکلیک کاتیونی است که محصول سیکلوپنتنون را تشکیل می‌دهد. با توسعه کار بر روی این واکنش، انواعی از بسترها، غیر از دی‌وینیل کتون‌ها و پیش برنده‌هایی غیر از اسیدهای لوئیس، تحت نام حلقه‌ای شدن نظروف قرار گرفته‌اند، مشروط بر اینکه سازوکار مشابهی با واکنش اولیه نظروف را دنبال کنند.
موفقیت حلقه‌ای شدن نظروف به‌عنوان ابزاری در سنتز آلی، ناشی از کاربرد و فراگیری سیکلوپنتنون‌ها به‌عنوان محصولات طبیعی (از جمله جاسمون، آفلاتوکسین‌ها و زیرگروهی از پروستاگلاندین‌ها) و به‌عنوان واسطه‌های مصنوعی مفید برای سنتزهای جامع است. این واکنش در چندین سنتز جامع استفاده شده‌است و چندین بررسی پیرامون آن منتشر شده‌است.

## همچنین ببینید
- واکنش پاوسون–خاند
- واکنش الکتروسیکلیک
- سیکلوپنتنون
- Merrilactone A